# Kazimierzów (Lublin)
Pour les articles homonymes, voir Kazimierzów.
Kazimierzów (prononciation : [kaʑiˈmjɛʐuf]) est un village polonais de la gmina d'Opole Lubelskie dans le powiat d'Opole Lubelskie de la voïvodie de Lublin dans l'est de la Pologne.

## Histoire
De 1975 à 1998, le village est attaché administrativement à l'ancienne voïvodie de Lublin.

Depuis 1999, il fait partie de la nouvelle voïvodie de Lublin.